# Qamar
Qamar fue una cantora y poetisa árabe-andalusí del siglo IX.

## Biografía
Era una esclava cantora de gran cultura, procedente de Bagdad, de donde la trajeron por encargo de Ibrahim b. Hayyay, señor de Sevilla.
Vivió en una época que políticamente preludia a la de los reinos de taifas, y la cual acabó con la llegada al reino de Abd ar-Rahmān III. Su presencia en la corte sevillana debió influir en el refinamiento literario propio de esta ciudad en siglos posteriores.
Qamar, sin duda alguna, fue una precursora del amor a la música que siglos más tarde protagonizará la ciudad de Sevilla.
Como era de esperar en una esclava cantora, las fuentes árabes hablaban sobre su elocuencia, la pureza de su expresión, de sus conocimientos musicales, su excelente voz, su cultura y refinamiento, de su memoria y de la cantidad de versos que sabía.

## Obra.
Tenemos constancia de dos textos. El primero de los que conocemos es un fragmento de un elogio a su dueño o de un panegírico en su honor. Mientras que el segundo es un poema donde expresa su nostalgia por Bagdad y el ambiente refinado en el que se movía.